# 笠岳スキー場
笠岳スキー場(かさだけスキーじょう)は長野県下高井郡山ノ内町にかつて存在したスキー場である。

## 概要
本スキー場は、志賀高原一帯に展開する志賀高原スキー場に属していたスキー場の一つである。熊の湯の入口にあたる平床地区のスキー場で、熊の湯スキー場と相互に往来が可能であることから、スキーブームのピークであった1990年代前半であっても比較的空いていた。
リフト1本の両脇にそれぞれ1本、合計2本のコースが配置されたシンプルなレイアウトで、麓には笠岳ホテル(20室)や小規模ながら50台分の駐車場が整備されていた。グリーンシーズンはキャンプ場が完備し、志賀高原各地を結ぶ遊歩道が整備されていた。
現在、ホテルは廃業し、笠岳キャンプ、平床大噴泉(噴泉公園)(無料)、ならびに、笠越ミズバショウ公園(無料)などが整備されている。

## コース・ゲレンデ
(滑走延長、平均斜度/最大斜度)
- 笠岳第1コース(500m、12°/ 21°)[2]・・・中級者コース
- 笠岳第2コース(500m、13°/ 15°)[2]・・・初級者コース

## リフト
(距離、高低差、時間)

### 営業リフト(休業時)
- 笠越第1高速クワッドリフト(413m、80m、1分43秒)[2]

### 廃止・休業中リフト(休業時以前)
- 笠越第1ペアリフト(413m、80m、3分27秒)[3]
- 笠越第2リフト(407m、80m、3分46秒)[3]

## 歴史
- 1948年(昭和23年)　平床山荘開業。
- 1962年(昭和37年)　平床の保養施設用地において日本専売公社共済組合志賀高原宿泊所が開設されたことを皮切りに、その後10年の間に12棟の保養施設が整備された。
- 1964年(昭和39年)　笠岳ロッジ(後の笠岳ホテル)が開業した(11月)。笠越スキーリフトが設立、笠岳リフト(420m)架設され、笠岳スキー場開業した(12月)。
- 1973年(昭和48年)　林道七味笠岳線が開通した。
- 1975年(昭和50年)　笠岳キャンプ場が開業した。
- 1977年(昭和52年)　笠越第2リフト(407m)が架設された。
- 1992年(平成4年)　笠越第1ペアリフトが笠越第1高速クワッドリフト(406m)に架け替えられた。笠越第2リフトが廃止された。
- 2009年(平成21年)　笠岳スキー場が2008-2009シーズンを以て休業となった。
- 2011年(平成23年)　笠越スキーリフトが破産した[4]。